# Haematopota angustisegmentata
Haematopota angustisegmentata är en tvåvingeart som beskrevs av Schuurmans Stekhoven 1928. Haematopota angustisegmentata ingår i släktet Haematopota och familjen bromsar. Inga underarter finns listade i Catalogue of Life.